# Wratislavia Cantans
Wratislavia Cantans är en musikfestival i Wrocław i Polen. Wratislavia Cantans hålls årligen i september. Det är en festival med tonvikt på oratorier, kantater och äldre musik men har fått en större bredd inom konstmusiken.